# كولن مونرو
كولن مونرو (11 مارس 1987 بديربان في جنوب أفريقيا - ) (بالإنجليزية: Colin Munro)‏ هو لاعب كريكت نيوزلندي. شارك مع منتخب نيوزيلندا الوطني للكريكت. أما مع النوادي، فقد لعب مع كلكتا نايت رايدرز ومومباي إنديانز وComilla Victorians ‏ وKarachi Kings ‏ وفريق أوكلاند للكريكت ‏ ودلهي كابيتالز وSydney Sixers ‏.

## وصلات خارجية
- كولن مونرو على موقع إي آس بي آن كريك إنفو (الإنجليزية)